# Municipio de High Shoals
El municipio de High Shoals (en inglés, High Shoals Township) es una subdivisión territorial del condado de Rutherford, Carolina del Norte, Estados Unidos. Según el censo de 2020, tiene una población de 7422 habitantes.

## Geografía
Está ubicado en las coordenadas 35°13′42″N 81°48′22″O / 35.22833, -81.80611 (35.228418, -81.806228), a una altitud de 269 metros sobre el nivel del mar. Tiene una superficie de 105.30 km², de la cual 105.16 km² corresponden a tierra firme y 0.14 km² es agua.